# Soumak

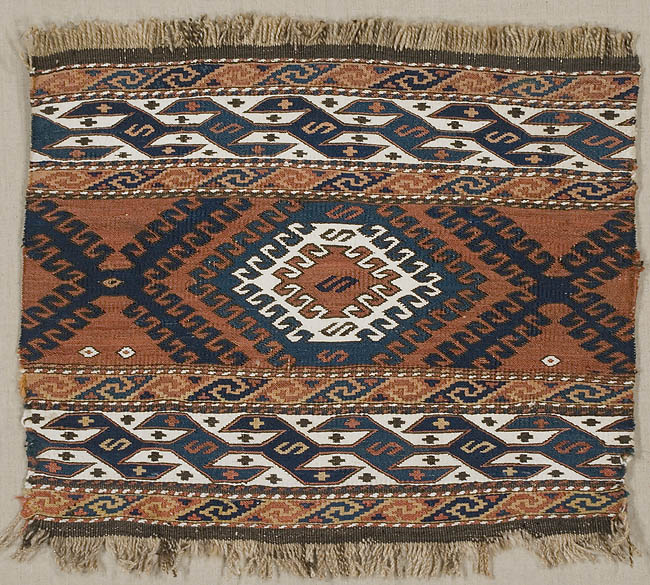
Pannello Soumak Mafrash (sacca per biancheria da letto), da Borchali, Georgia, fine del XIX secolo. Il modello include motivi kilim, come l'occhio, la croce e l'uncino, per allontanare il malocchio; il motivo centrale, a forma di diamante, rappresenta il drago.

Soumak (chiamato anche Soumakh, Sumak, Sumac, o Soumac) è una tecnica di tessitura dei tappeti o di robusti tessuti decorativi, usata nei tappeti orientali e per contenitori domestici. I tessuti usati per il letto sono noti come "Soumak Mafrash". Soumak è un tipo di armatura piatta, un po' simile ma più forte e più spessa di quella di un kilim, con una faccia frontale liscia e una parte posteriore irregolare, visto che il kilim è liscio su entrambi i lati. Soumak non ha le fessure caratteristiche del kilim, in quanto è solitamente tessuto con fili di trama supplementari come supporti continui.

## Tecnica

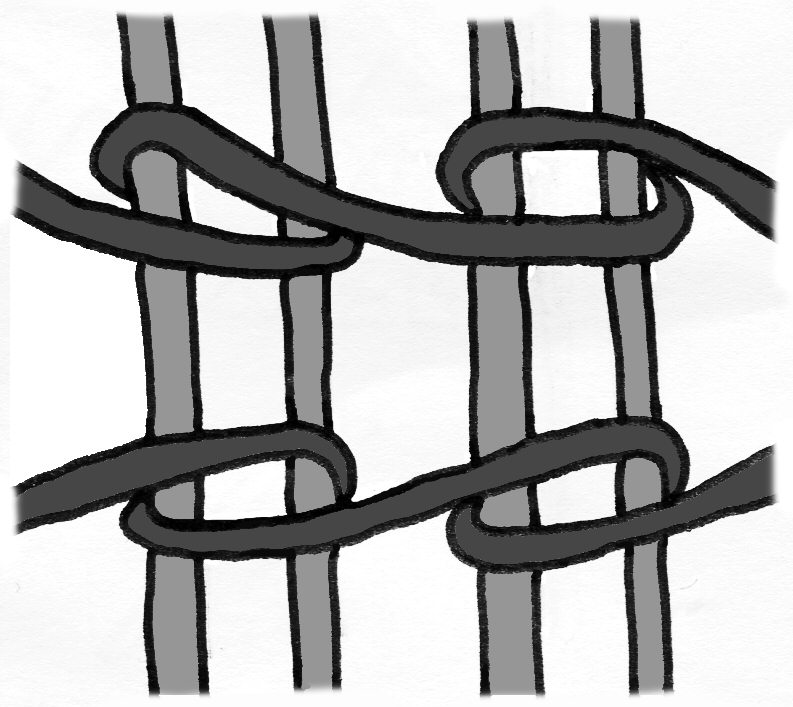
La trama dei Soumak avvolge i fili su 4 orditi e torna su 2. Il tessitore può talvolta, come qui, andare avanti e indietro, invertendo la direzione dell'avvolgimento.

La tecnica usata per creare un soumak implica avvolgere la trama su un certo numero di fili di ordito (di solito 4) prima di ritrarli sotto gli ultimi due fili. Il processo viene ripetuto da cimosa a cimosa. Le trame sono discontinue; il tessitore seleziona a turno i fili colorati e li avvolge all'interno dell'area che avrà quel particolare colore. A differenza dei kilim, la parte posteriore è lasciata sfilacciata, con tutte le estremità libere dei fili di trama di colore diverso visibili, a volte lunghe diversi centimetri, che forniscono ulteriore spessore e calore. Inoltre, a differenza dei kilim, non ci sono fessure in cui i colori si incontrano, poiché esiste una trama supplementare o strutturale che supporta la trama del motivo colorato. Alcuni Soumak tardi, realizzati dai curdi, sono però "senza trama", privi del supporto strutturale della trama, e i punti si sovrappongono naturalmente.
I Soumak tendono ad essere finemente intessuti, e sebbene non siano durevoli quanto i tappeti, sono più forti dei kilim. Un soumak copre spesso l'intera superficie di una borsa o di un tappeto, ma può essere applicato anche in strisce decorative, in contrasto con le aree piatte e sottili. Ad esempio, i sacchi per cammello, provenienti da Malatya nella Turchia orientale, potrebbero essere tessuti in semplici strisce a tessitura piatta di rosso e blu, con larghe strisce soumak con motivi kilim  come rinforzo e protezione.
A volte le borse venivano intrecciate con una faccia di soumak, con un tessuto simile a un kilim che creava fessure tra i blocchi di colore: per chiudere la borsa veniva infilata una corda che andava da dentro a fuori nella serie di feritoie. Le dimensioni variano, dal formato del tappeto alle borse per la biancheria da letto o per l'uso come sacchi per gli animali, alle piccole borse domestiche tribali. Le seguenti immagini mostrano l'aspetto e la costruzione di un soumak, utilizzato come borsa da sella,, tessuto in Loristan alla fine del XX secolo. A volte i luri, come qui, combinano soumak e tappeti annodati per adornare un singolo pezzo. Per formare i motivi, il tessitore può spingere i fili della trama per formare curve o forme oblique come desiderato.

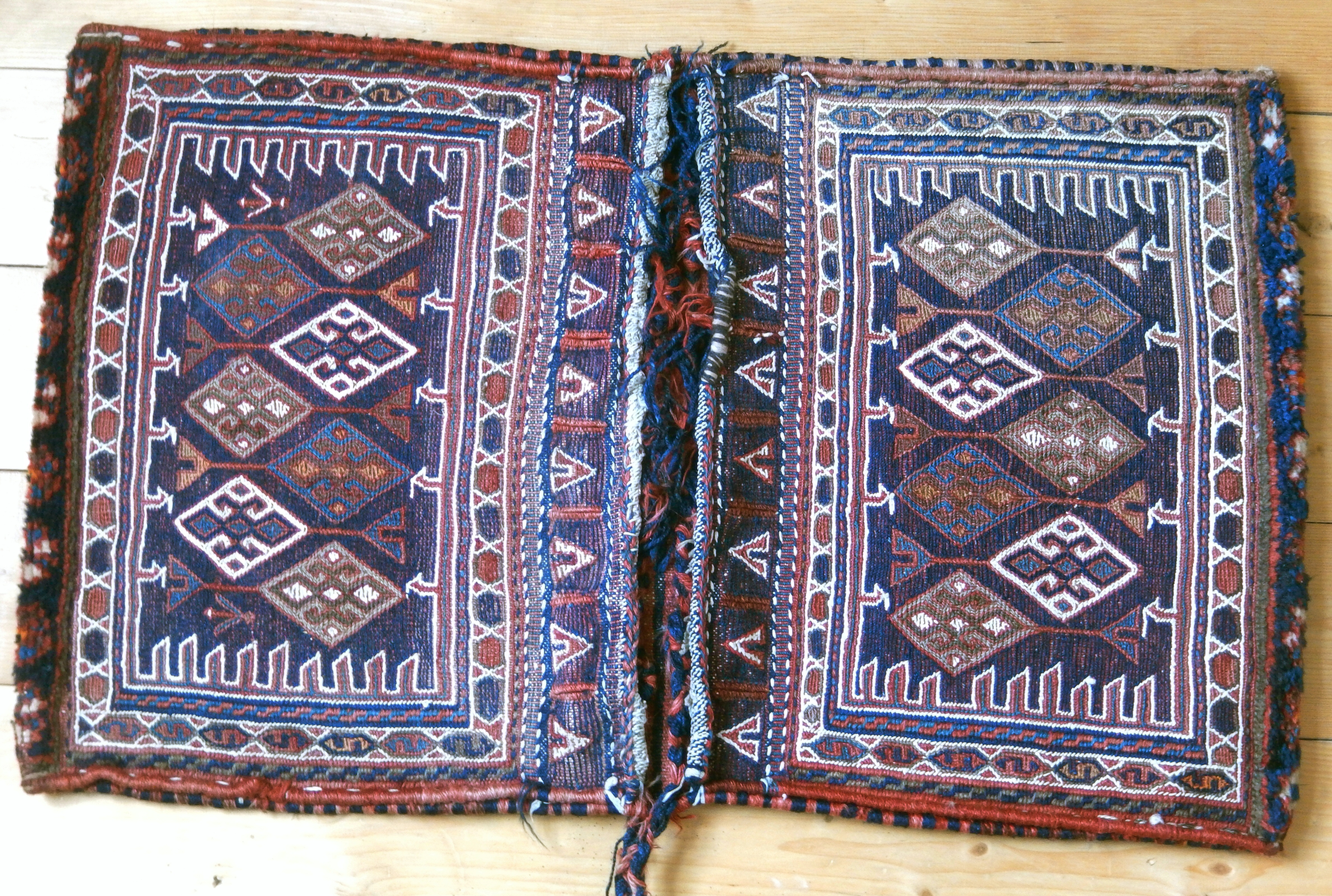
Fronte
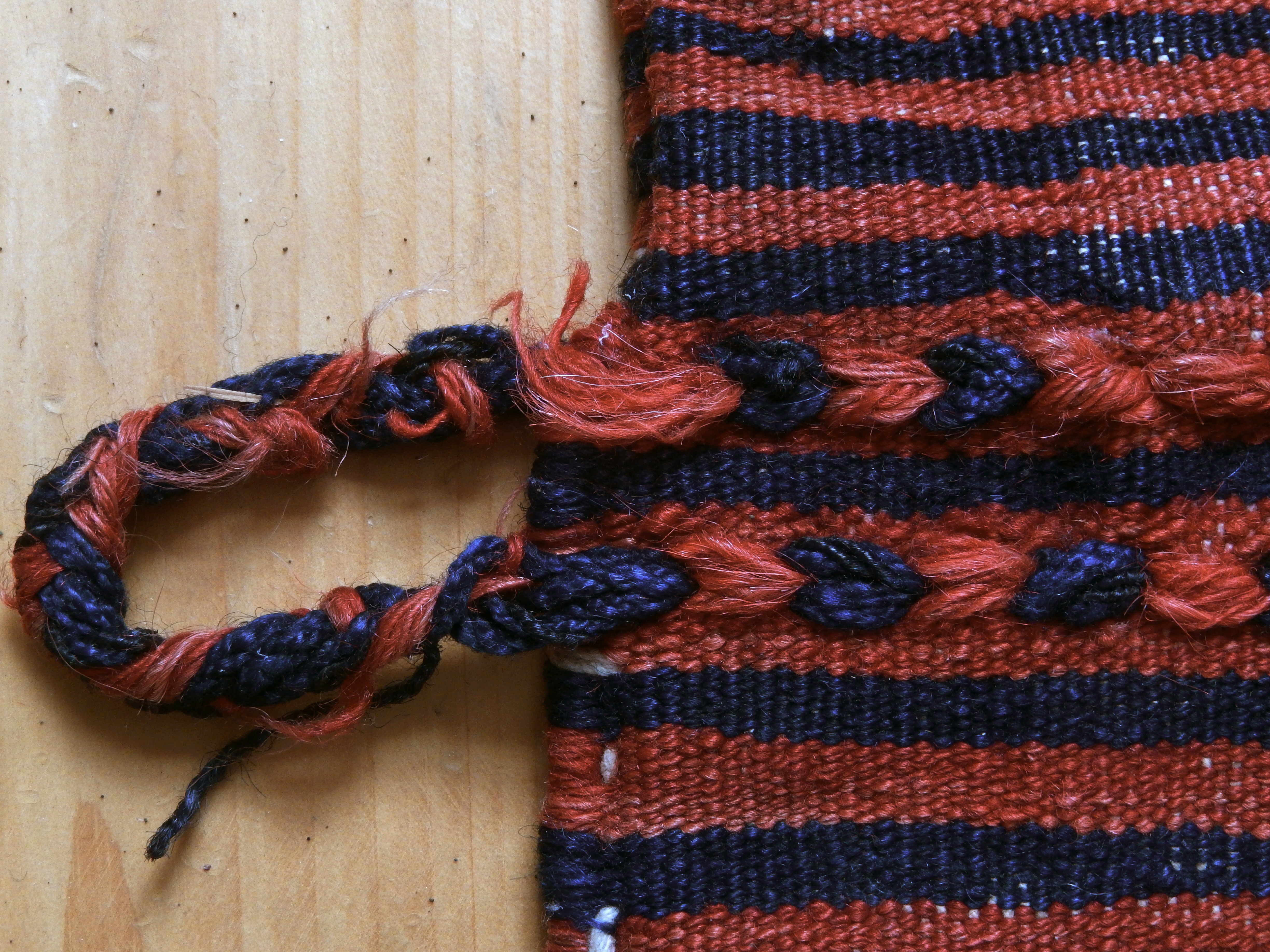
Dettaglio di manico di una borsa di lana
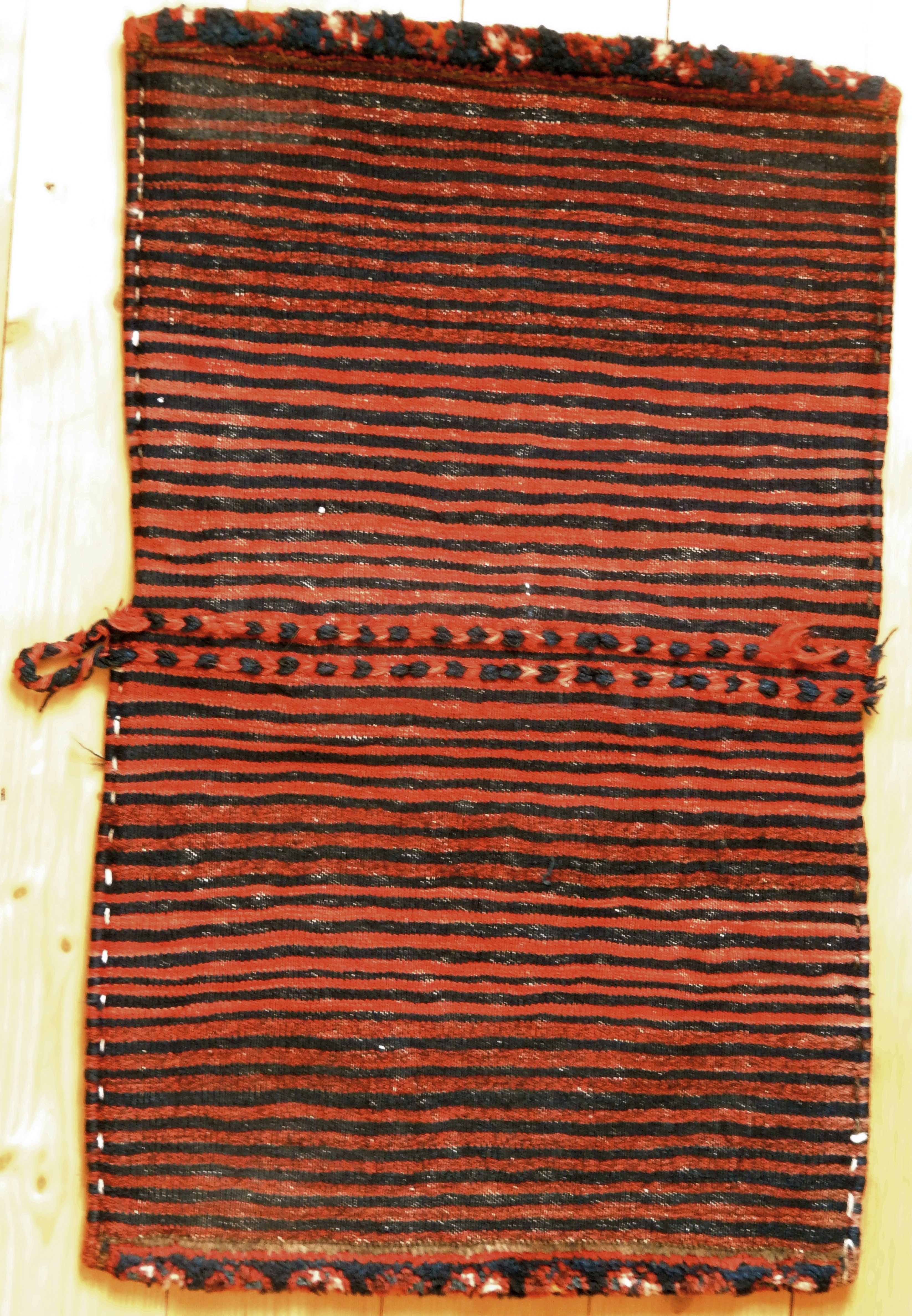
Semplice posteriore a strisce rosse e blu, senza trama
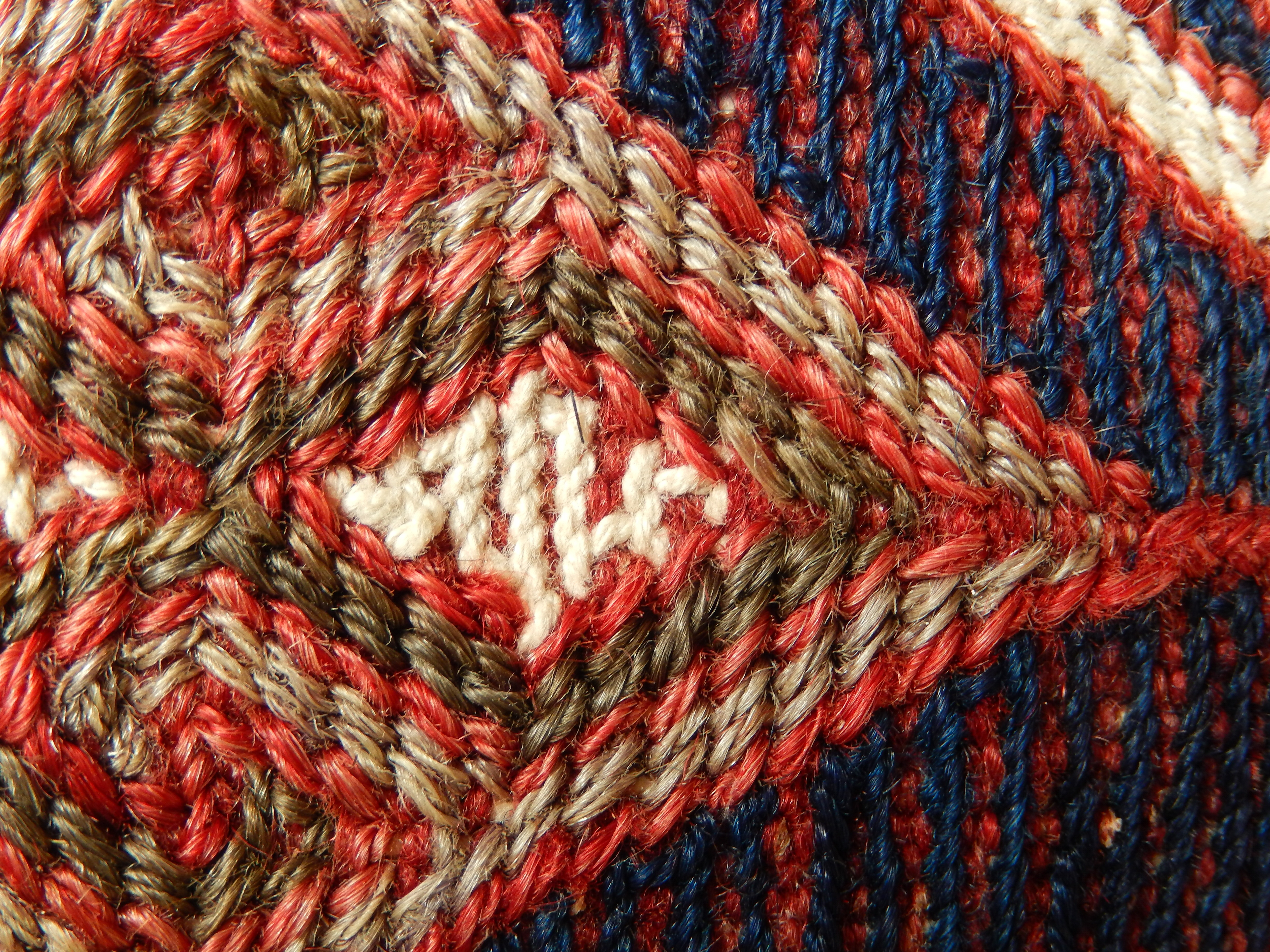
Particolare dell'involucro della trama: "i fili di trama ... possono essere spinti come vuole il tessitore"
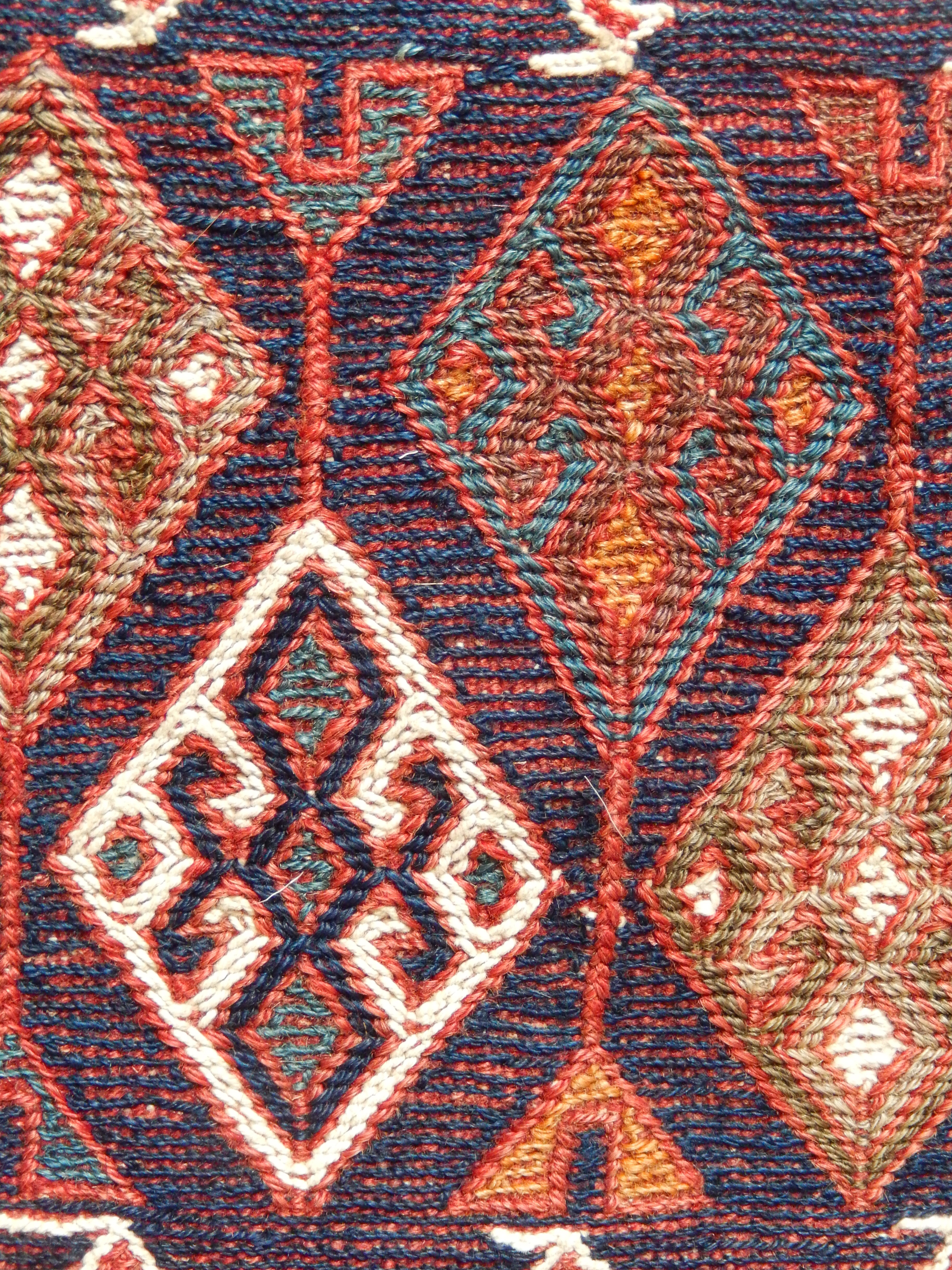
Dettaglio di un motivo frontale
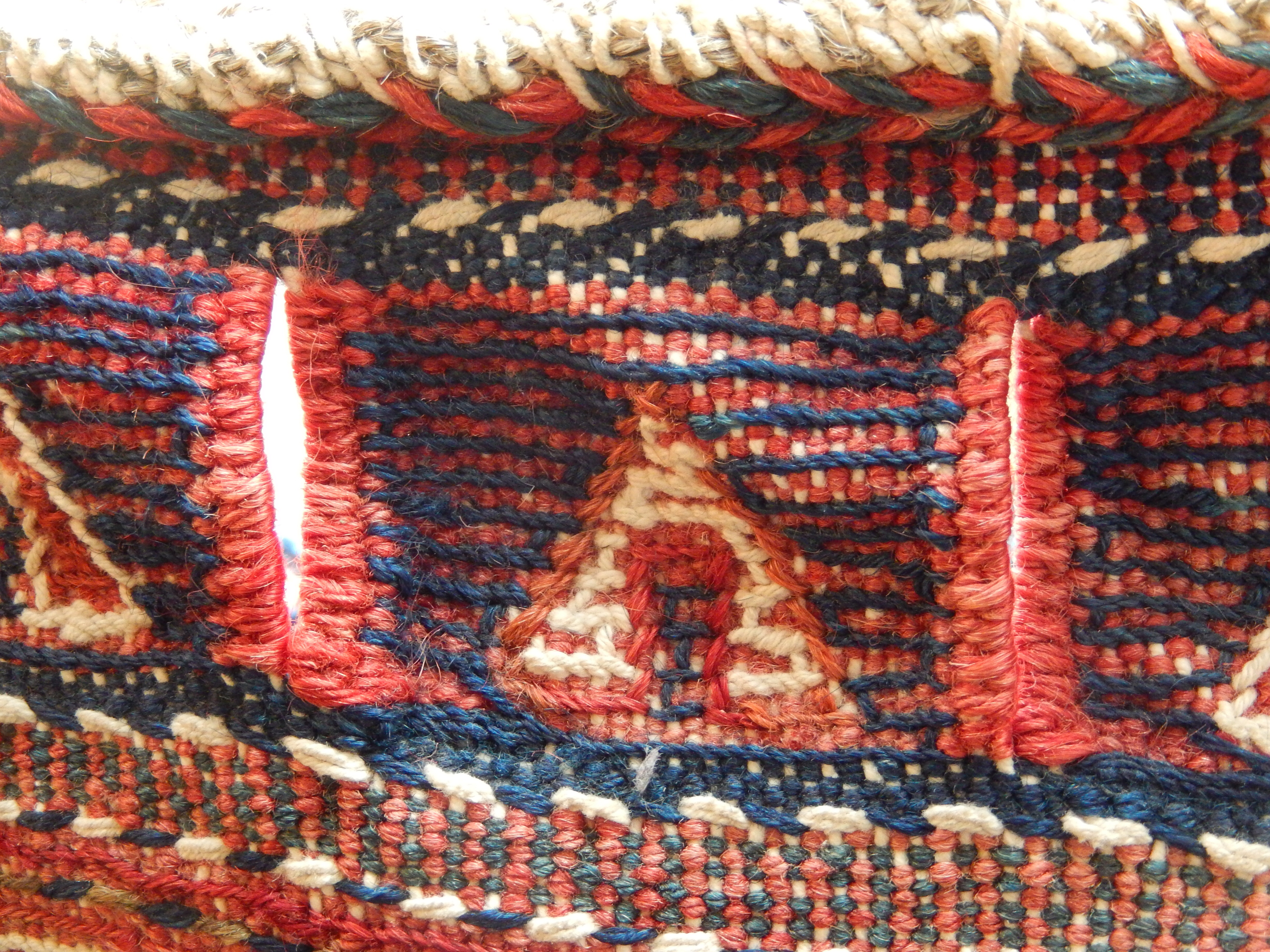
Particolare del bordo decorativo, con feritoie per passare la corda allo scopo di rendere una sacca sicura
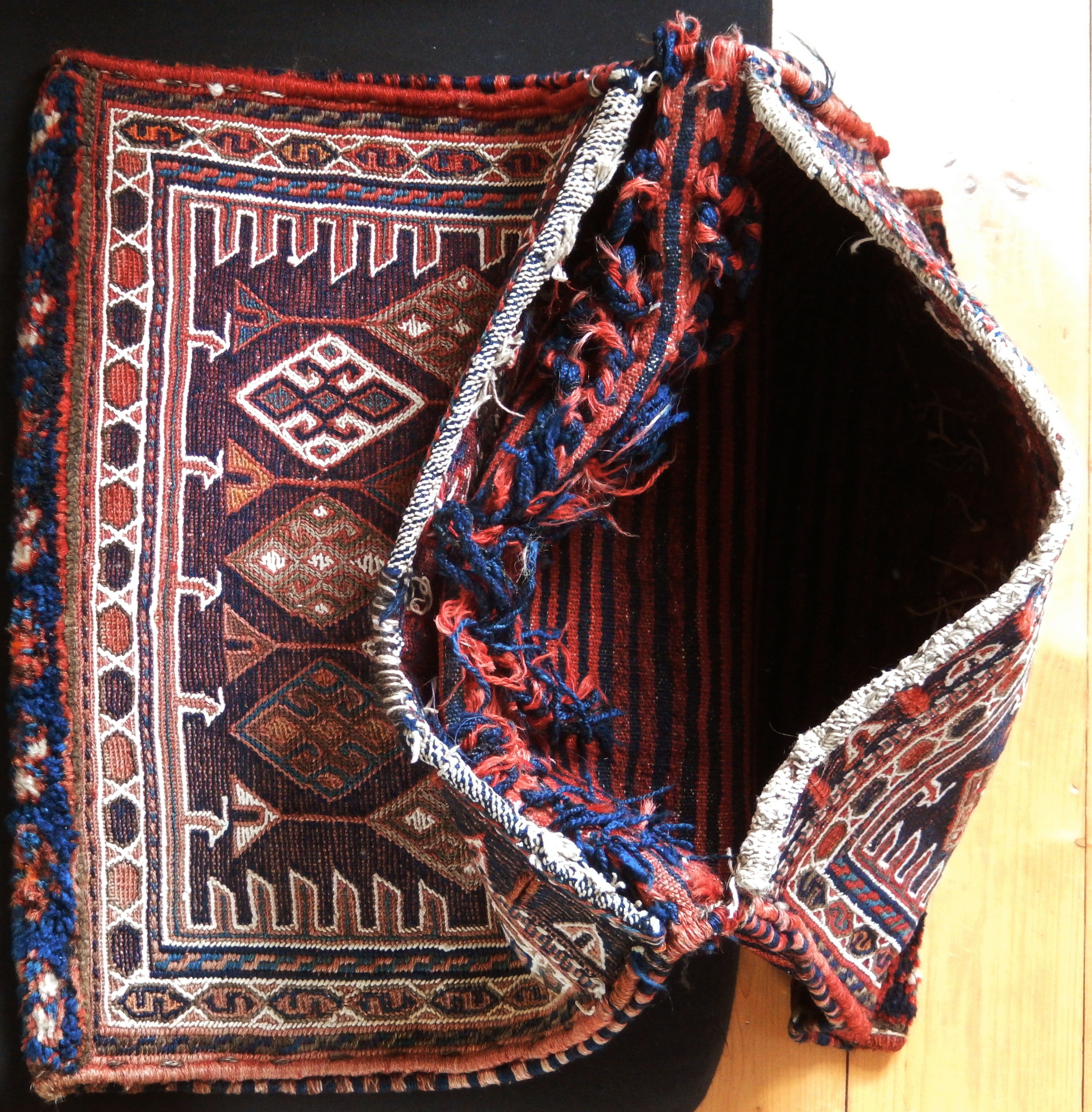
Sacca da sella aperta
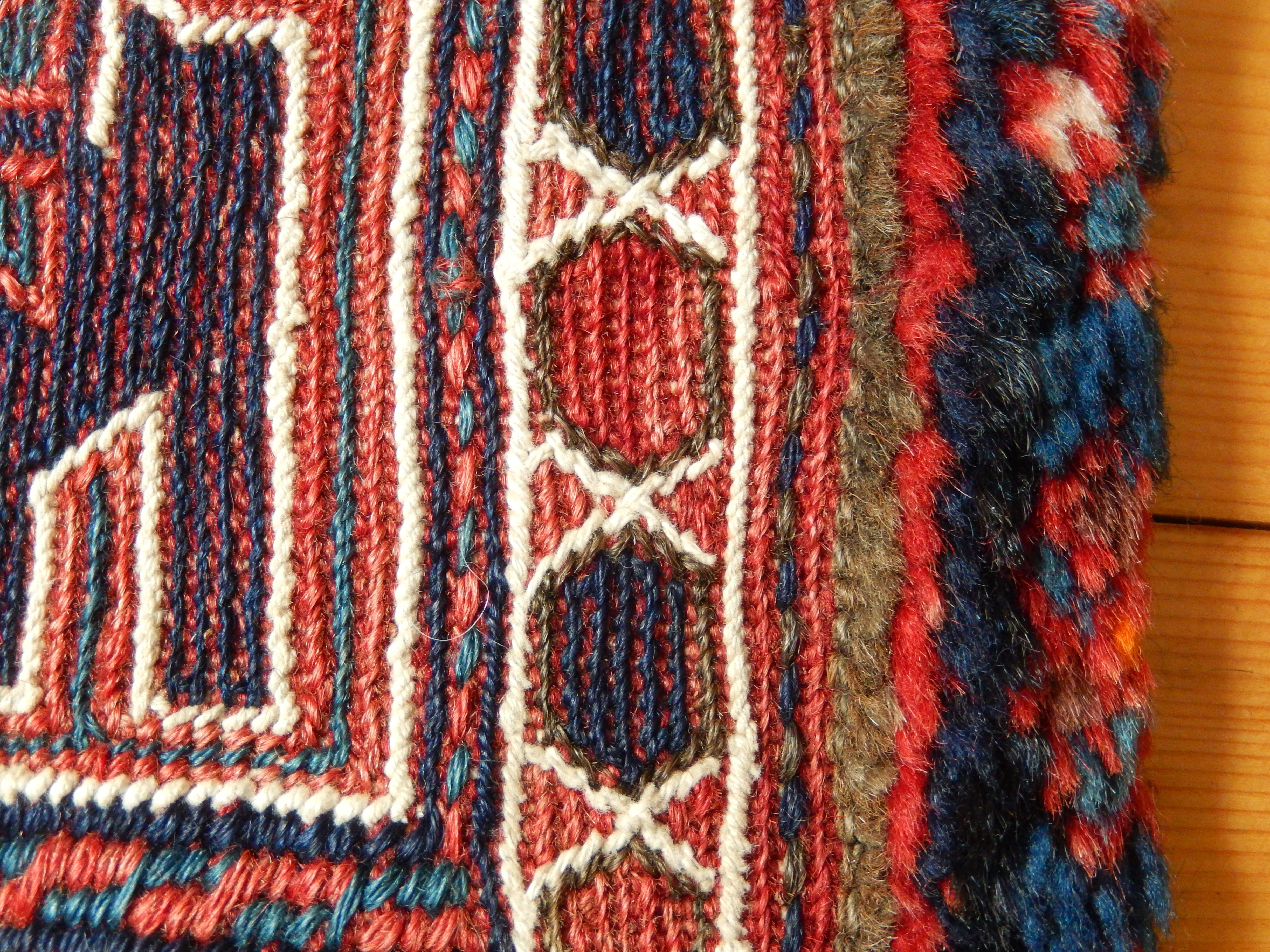
Particolare del bordo con stretta striscia di tappeto annodato
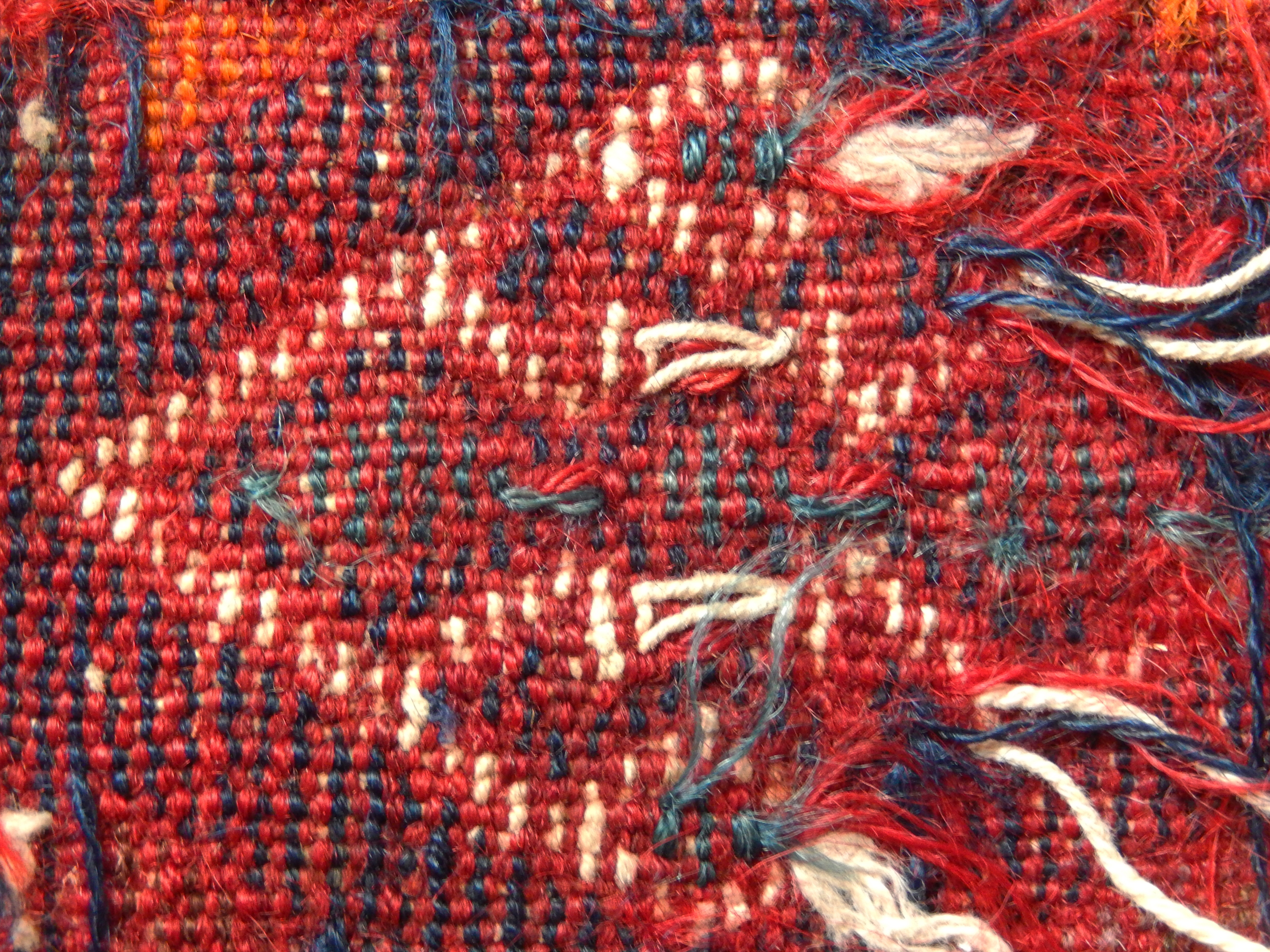
Dettaglio di un rovescio che mostra estremità sfilacciate di fili di trama di diversi colori

## Regioni
I prodotti in soumak vengono realizzati nella regione del Caucaso (in particolare a Shirvan), in Iran meridionale e occidentale (Lorestan), in Turchia (Anatolia, Shahsavan), da tribù curde nell'Iran nordoccidentale e dai Baloch sul confine Iran-Afghanistan.

## Etimologia
Il nome soumak potrebbe derivare, plausibilmente, dalla città vecchia di Şamaxı in Azerbaigian, una volta un importante centro commerciale nel Caucaso orientale. Altre teorie propendono per il turco sekmek, saltare su e giù, intendendo il processo di tessitura, oppure da una delle circa 35 specie di piante da fiore della famiglia Anacardiaceae o rhus, come tintura (Cotinus coggygria ), usate per fare coloranti. Se questa fosse l'etimologia del nome, deriverebbe dall'arabo e siriaco summāq, rosso.